# Gljive stapčarke
Basidiomycota, nasadnjače ili stapčare ili (po nekadašnjoj tuđici) bazidiomicete, razdeo je u carstvu gljiva, koji zajedno sa dva druga razdela sačinjava kraljevstvo Fungi. Uključuje se najmanje 16 klasa , koje su razsvrstane u tri potkolena: Agaricomycotina, Pucciniomycotina i Ustilaginomycotina, te negrupisana klasu Incertae sedis.

## Opšta obeležja
Gljive mešinarke imaju razgranate micelije koje se sastoje od mikroskopski finih, končanih hifa u podlozi, uglavnom u prizemlju ili mrtvom drvetu. Hife su podeljene u ćelije, poprečnim zidovima (septama). Svaka pregrada ima pore u sredini kroz koje su susedne ćelije međusobno povezane i kroz njih mogu prolaziti citoplazma i organele. U većini vrsta pore su u obliku bačve (doliporusa) i obe su  obložene strukturom zvanom parentozum, koji je formiran iz više slojeva endoplazmatičnog retikuluma. Svaka ćelija može imati jedno ili dva ćelijska jedra. Potonje se događa, jer se jednojedarne micelije kombinuju i tvore mrežu u kojoj se krajevi njihovih hifa spajaju (anastomozama), a zatim se dva jedra međusobno ne spajaju, što je uobičajeno u svim živim bićima nakon plazmogamije (kariogamije). Takva dvojedarna  ili dikarionska faza u razvojnom ciklusu inače je poznata samo za srodne cevaste gljive, a snažno dolazi do izražaja kod sastojaka gljiva.
Plodna tela, koja se sastoje od hifa, takođe nastaju iz dikarionskog micelija koji strši iz supstrata kao dobro poznati gljivski šeširi ili klobuci. „Meso” šešira je lažno tkivo (plektenhim) koje je strukturno potpuno drugačije od tkiva biljaka i životinja. Na donjoj strani šešira oblikuju se bazidije iz zadebljalih hifa, prema kojima se ove gljive nazivaju i Basidiomycota. Bazidiju prati kariogamija, tj. prelaz iz haploidne u diploidnu fazu, a zatim i mejoza, nakon čega  ponovo nastaji četiri haploidna jedra. Ona  tada migriraju u četiri nastavka bazidije, koji se potom odvajuju i razvijaju u mejospore. Gljive stapčare koje žive u šumi formiraju duge, micelijske delove korena, rizomorfe, unutar kojih teku posebne vaskularne hife vrlo velikog promera. Omogućuju efikasan transport rastvornih materija na velike udaljenosti. Uz njihovu pomoć, vrste koje žive na mrtvom drvetu mogu da kolonizuju druge komade drveta. Kao deo mikorize, gljive snabdevaju klijanje malih stabala koja rastu u seni, preko rizomorfa, šećerom, koji dobijaju iz drugih stabala.

## Opšti životni ciklus
Za razliku od životinja i biljaka koje imaju lako prepoznatljive muške i ženske parnjake, Basidiomycota (osim rđa (Pucciniales) imaju tendenciju da se međusobno ne razlikuju, kompatibilni haploidi koji su obično miceliji sastavljeni od nitastih hifa. Tipski haploidni miceliji Basidiomycota spajaju se plazmogamijom, a zatim kompatibilna jedra migriraju u micelije jednih u druge i spajaju se sa rezidentnim jedrima. Kariogamija kasni, tako da kompatibilna jedra ostaju u parovima, zvanim dikarion, a hife su dikariotske. Suprotno tome, haploidne micelije nazivaju se monokarioni. Dikarionska micelija je često veća od monokarionskog i nastavlja da preuzmima supstrat u kojem raste. Dikarioni mogu biti dugovečni, trajati godinama, decenijama ili vekovima. Monokarioni nisu ni muški ni ženski. Imaju ili bipolarni (unifaktorski) ili  tetrapolarni (bifaktorski) sistem za parenje. To rezultira činjenicom da nakon mejoze, nastala haploidna bazidiospora i  monokarioni imaju jedra koje su kompatibilna sa 50% (ako je bipolarno) ili 25% (ako je tetrapolarno) njihovih sestrinskih bazidiospora (i rezultirajućih monokariona), jer se geni za parenje moraju razlikovati da bi bili kompatibilni. Međutim, ponekad ima više od dva moguća alela za određeni lokus i u takvim vrstama, zavisno od specifičnosti, preko 90% monokariona može biti međusobno kompatibilno.
Održavanje dikariotskog statusa u dikarionima kod mnogih Basidiomycota olakšano je formiranjem spojne konekcije koja fizički pomaže u koordinaciji i ponovnom uspostavljanju parova kompatibilnih jedara nakon sinhronih mitotoznih podela jedra. Varijacije su česte i višestruke. U tipskom životnom ciklusu Basidiomycota dugotrajni dikarioni periodično (sezonski ili povremeno) tvore bazidije, specijalizirane krajnje, obično štapičaste  ćelije, u kojima se par kompatibilnih jedara spaja (kariogamija) i formira diploidna ćelija. Ubrzo slijedi mejoza s proizvodnjom četiri haploidna jedra koja migriraju u četiri vanjska, obično apikalne bazidiospore . Međutim, postoje varijacije. Basidiospore su obično balističke, pa se ponekad nazivaju i balistospore. U većini vrsta bazidiospore se rasejavuju i svaka može dati novi haploidnu miceliju, nastavljajući životni ciklus. Bazidije su mikroskopske veličine, ali često nastaju ili u višećeličnim velikim plodnim tijelima zvanim bazidiokarpi ili bazidiomima, ili plodnim tijelima, različito zvanim, kao npr. gljiva, klobuk, šešir itd. Balističke bazidiospore formiraju se na sterigmama koje su kosa izbočenja na bazi kičme i obično su zakrivljeni poput rogova bika. U nekim Basidiomycota spore nisu balističke, a sterigme mogu biti ravne, reducirane na bodlje ili odsutne. Basidiospore tih nebalistospornih bazidija mogu se ili otpustiti, ili oslobađati rastvaranjem ili raspadom bazidije.
Ukratko, mejoza se odvija u diploidnoj bazidiji. Svako od četiri haploidna jedra migrira u svoju bazidiosporu. Bazidiospore se balistički izbacuju i klijaju u novi haploidni miceliji zvani monokarion. Ne postoje muški ili ženski, već  kompatibilni sa višestrukim faktorima kompatibilnosti. Plazmogamija između kompatibilnih jedinki dovodi do odložene kariogamije što vodi uspostavljanju dikariona. Dikarion je dugotrajan, ali ultimatno rađa ili plodna tela sa bazidijom ili direktno bazidiju bez plodnih tela. Upareni dikarioni se spajaju (tj. odvija se kariogamija). Diploidna bazidija ponovo započinje novi ciklus.

## Klasifikacija
Prema sadašnjoj klasifikaciji koju prihvata koalicija od 67 mikologa prepoznata su tri podkolena (Pucciniomycotina, Ustilaginomycotina, Agaricomycotina) i dva druga taksona nivoa klase (Wallemiomycetes, Entorrhizomycetes) izvan njih, među Basidiomycota. Prema sadašnjoj klasifikaciji, spojene su i razdvojene razne zastarele taksonomske grupe, koje su renije bile u širokoj upotrebi za opisivanje Basidiomycota. Prema proceni iz 2008. godine, Basidiomycota obuhvata tri potkolena (uključujući šest negrupisanih klasa) 16 klasa, 52 redova, 177 familija, 1.589 rodova, i 31.515 vrsta.

## Literatura
- Kirk, P. M.; Cannon, P. F.; Stalpers, J. A. (2008). Dictionary of the Fungi (10th изд.). CABI.
- Andreas Bresinsky, Christian Körner, Joachim W. Kadereit, G. Neuhaus: Strasburger – Lehrbuch der Botanik. 36. izdanje. Spektrum Akademischer Verlag, Heidelberg. 2008.  978-3-8274-1455-7. стр. 671. ff..
- Sina M. Adl, Alastair G. B. Simpson, Mark A. Farmer, Robert A. Andersen, O. Roger Anderson, John A. Barta, Samual S. Bowser, Guy Bragerolle, Robert A. Fensome, Suzanne Fredericq, Timothy Y. James, Sergei Karpov, Paul Kugrens, John Krug, Christopher E. Lane, Louise A. Lewis, Jean Lodge, Denis H. Lynn, David G. Mann, Richard M. McCourt, Leonel Mendoza, Øjvind Moestrup, Sharon E. Mozley-Standridge, Thomas A. Nerad, Carol A. Shearer, Alexey V. Smirnov, Frederick W. Spiegel, Max F. J. R. Taylor: The New Higher Level Classification of Eukaryotes with Emphasis on the Taxonomy of Protists. In: The Journal of Eukaryotic Microbiology. 52, Nr. 5, 2005, S. 399–451 (PDF; 390 KB).